# Allan Bristow
Allan Mercer Bristow jr. (Richmond, 23 agosto 1951) è un ex cestista, allenatore di pallacanestro e dirigente sportivo statunitense, professionista nella NBA e nella ABA.

## Carriera
Venne selezionato dai Philadelphia 76ers al secondo giro del Draft NBA 1973 (21ª scelta assoluta).